# Jukka-Pekka Saraste
Jukka-Pekka Saraste (* 22. dubna 1956, Lahti) je finský dirigent, v současnosti řídí Symfonický orchestr WDR v Kolíně nad Rýnem.
Začínal jako houslista. Dirigování se učil u Jormy Panuly na Sibeliově akademii v Helsinkách. V letech 1987-1991 byl hlavním dirigentem Skotského komorního orchestru, v letech 1987-2001 řídil Finský rozhlasový symfonický orchestr, souběžně pak Torontský symfonický orchestr (1994-2001). Poté jako hostující řídil symfonický orchestr BBC a pracoval jako umělecký poradce Symfonického orchestru v Lahti. V letech 2006-2013 působil jako hudební ředitel a šéfdirigent Filharmonického orchestru v Oslu. Od roku 2010 je hlavní dirigentem symfonického orchestru WDR v Kolíně nad Rýnem.
Dirigoval světové premiéry děl Wolfganga Rihma, Friedricha Cerhy či Pascala Dusapina. Založil komorní orchestr Avanti!, který se specializuje na současnou vážnou hudbu. Je uměleckým ředitelem festival Tammisaari, který spoluzakládal.